# أوليسيا ستيفانكو
أوليسيا ستيفانكو (الأوكرانية: Олеся Стефанко ؛ (من مواليد 25 يونيو 1988) هي محامية وملكة جمال أوكرانية توجت ملكة جمال أوكرانيا الكون 2011 ومثلت بلدها في مسابقة ملكة جمال الكون 2011 ، حيث كانت الوصيفة الأولى.